# Gormflaith ingen Murchada
Gormflaith ingen Murchada (née vers 960 - morte en 1030) est une princesse de Leinster, du fait de l'implication de sa famille dans les conflits contemporains, elle fut successivement l'épouse des principaux dirigeants irlandais de son époque. 

## Origine
Gormflaith  nait vraisemblablement vers 960 à Naas, comté de Kildare en Irlande qui était le centre du domaine des Uí Fáeláin  un des trois  Septs des  Uí Dúnlainge qui contrôlaient le pouvoir en alternance dans le royaume de Leinster. Gormflaith  était la fille  du roi Murchad mac Finn et la sœur de son successeur  comme roi de Leinster,  Máel Mórda mac Murchada. Les principales informations sur sa vie se trouve dans le Cogad Gáedel re Gallaib.

## Unions et postérité
Dans le contexte de la politique d'alliance du roi de Leinster avec les Vikings du royaume de Dublin, Gormflaith épouse en premières noces  Olaf Kvaran, roi de Dublin et d'York  à qui elle donne un fils, le futur roi  Sigtryggr Silkiskegg. Après la mort d'Olaf  en 980 Gormflaith devient l'épouse l'Ard ri Erenn Mael Seachnaill II Mór roi de Mide à qui elle aussi donne un fils Conchobar. 
En 999, Brian Boru le roi de Munster défait Máel Mórda mac Murchada et son neveu et allié  Sigtryggr Silkiskegg  à  la  Bataille de Glenmama. Lors des négociations de paix qui suivent, Brian donne  une de ses filles, Slainé comme femme à  Sigtrygg et prend sa mère Gormflaith comme épouse. Máel Seachnaill  mac Domnaill  devra aussi se soumettre à  son puissant  rival  Brian Ború qui lui prend également le titre d'Ard ri Erenn.  Gormflaith  épouse donc Brian et à qui elle donne aussi  un fils  Donnchad mac Briain, qui deviendra roi de  Munster en 1023. 
Vers 1010 Brian entre en conflit avec le Leinster et répudie Gormflaith qui  par vengeance met alors en œuvre l'opposition au pouvoir d' l'Ard ri Erenn.  Elle implique dans ce complot son frère et son fils  Sigtrygg qu'elle incite à rechercher l'alliance des Vikings étrangers  en la personne de  Sigurd Hlodvirsson  Jarl des  Orcades et de Brodir et Ospak de Man (en)  qui contrôlaient l'Île de Man. Sigtrygg n'hésite pas à offrir la main de sa mère à ses futurs alliés avec l'expectative du titre de « roi d'Irlande »! 
La Saga de Njáll le Brûlé,  décrit Gormflaith  qu'elle nomme « Kormlöd » comme « étant de toutes les femmes la plus belle et la meilleure pour tout ce qui n'était pas son œuvre personnelle, mais la, pire pour tout ce qu'elle faisait elle-même ».
La guerre qui suit s'achève par la mort des principaux protagonistes lors de la sanglante bataille du  Vendredi Saint 23 avril 1014,  seule Gormflaith et son fils  Sigtrygg qui étaient à l'abri des murailles de Dublin survivent.  La mort de Gormflaith  est relevée en 1030 par les Chroniques d'Irlande.

## Sources
- (en) Cet article est partiellement ou en totalité issu de l’article de Wikipédia en anglais intitulé « Gormflaith ingen Murchada » (voir la liste des auteurs).
- (en) Francis John Byrne , Irish Kings and High-Kings. Batsford, London, 1973.  (ISBN 0-7134-5882-8).